# Ministeri de Treball, Protecció Social i Benestar de Grècia
El  Ministeri de Treball, Protecció Social i Benestar (en grec: Υπουργείο Εργασίας, Κοινωνικής Ασφάλισης και Πρόνοιας) és un departament del govern de Grècia. L'actual ministre de Defensa grec és Yannis Vroutsis del partit polític Nova Democràcia. El ministeri va ser fundat el 1974. La seva seu es troba en Atenes.

## Ministres d'Ocupació i de Protecció Social (2001-2009)
| Nom                  | Entrada                | Sortida                | Partit                           |
| -------------------- | ---------------------- | ---------------------- | -------------------------------- |
| Dimitris Repas       | 24 d'octubre de 2001   | 10 de març de 2004     | Moviment Socialista Panhel·lènic |
| Panos Panagiotópulos | 10 de març de 2004     | 15 de febrer de 2006   | Nova Democràcia                  |
| Savas Tsituridis     | 15 de febrer de 2006   | 30 d'abril de 2007     | Nova Democràcia                  |
| Vasilios Magginas    | 30 d'abril de 2007     | 18 de desembre de 2007 | Nova Democràcia                  |
| Fani Palli-Petralia  | 18 de desembre de 2007 | 7 d'octubre de 2009    | Nova Democràcia                  |

## Ministres de Treball i Protecció Social (2009-2012)
| Nom                  | Entrada               | Sortida               | Partit                           |
| -------------------- | --------------------- | --------------------- | -------------------------------- |
| Andreas Loverdos     | 7 d'octubre de 2009   | 7 de setembre de 2010 | Moviment Socialista Panhel·lènic |
| Louka Katseli        | 7 de setembre de 2010 | 17 de juny de 2011    | Moviment Socialista Panhel·lènic |
| Giorgos Koutroumanis | 17 de juny de 2011    | 17 de maig de 2012    | Moviment Socialista Panhel·lènic |
| Antonis Roupakiotis  | 17 de maig de 2012    | 21 de juny de 2012    |                                  |

## Ministres de Treball, Protecció Social i Benestar (des de 2012)
| Nom              | Entrada            | Sortida | Partit          |
| ---------------- | ------------------ | ------- | --------------- |
| Giannis Vroutsis | 21 de juny de 2012 | Titular | Nova Democràcia |